# Dentirostre
Sous-ordre
Les Dentirostre sont un sous-ordre désuet de passereaux. Le terme de dentirostre est issu du latin et est formé à partir des termes latins pour dent et pour bec. Il désignait les passereaux dont la mandibule supérieure est échancrée, c'est-à-dire munie d'une sorte de dent. C'est le cas de nombreux corvidés mais cette caractéristique ne permettant pas d'identifier tous les oiseaux issus de la même espèce ancestrale, ce taxon a été abandonné.

## Systématique
Le terme de Dentirostres a été créé par l'anatomiste français Georges Cuvier (1769-1832) dans sa première édition de sa collection d'ouvrages sur le règne animal.